# Hulshout
Hulshout è un comune belga di 9 371 abitanti nelle Fiandre (Provincia di Anversa).

## Suddivisioni
Il comune è costituito dai seguenti distretti:
- Hulshout
- Houtvenne
- Westmeerbeek